# Элементаль

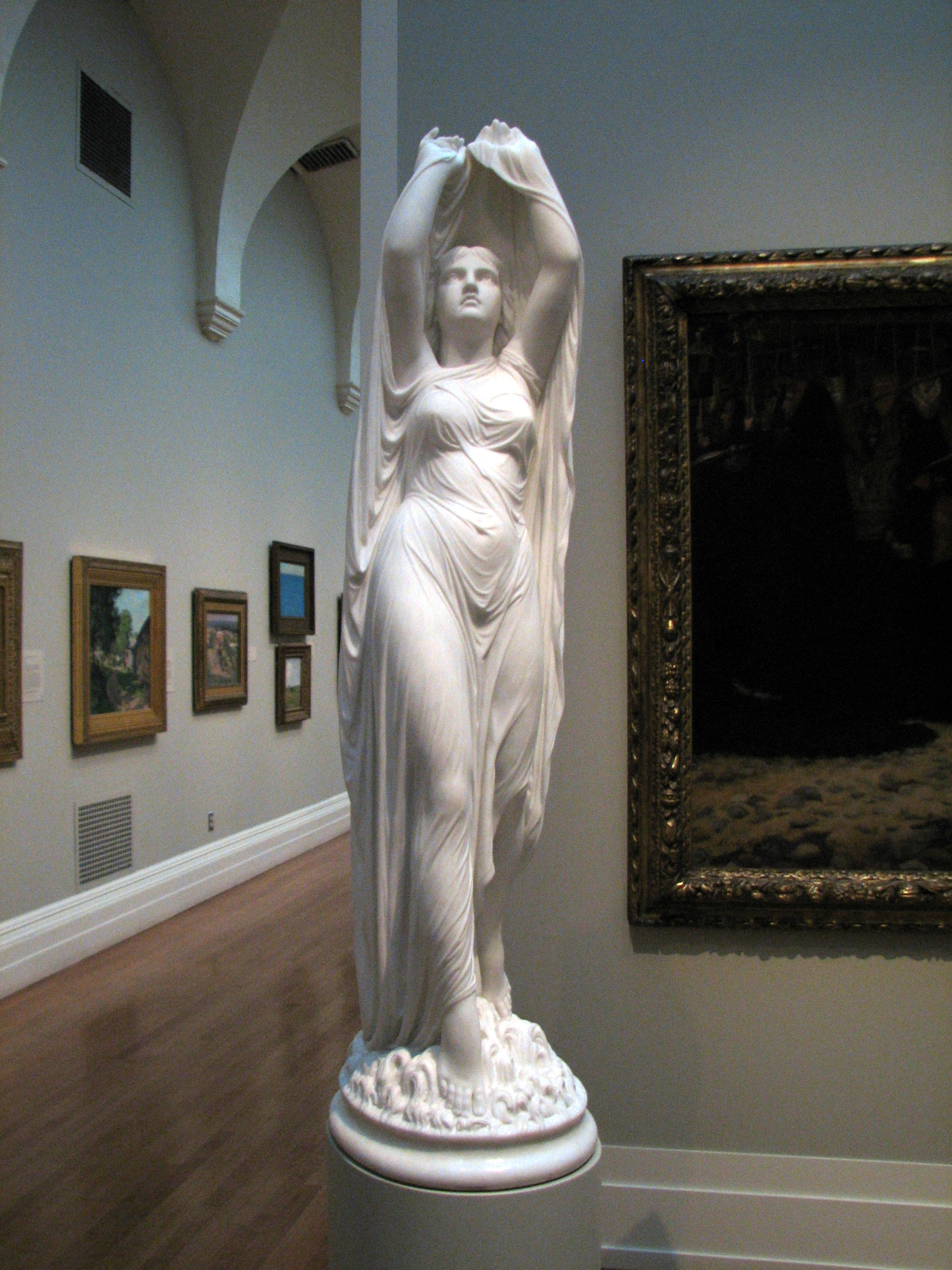
«Ундина, поднимающаяся из воды», 1880—1882 годы.

Элементаль, иногда стихиаль или дух стихии — в средневековой натурфилософии, оккультизме и алхимии мифическое существо (обычно дух, ангел), соответствующее одной из четырёх стихий: воздуха, земли, огня, воды. Эту систематику впервые описал Парацельс в XVI веке, называя элементалей «саганы».
В эзотерике и фэнтези иногда встречается дополнительная дихотомическая классификация мифических существ, тоже называемая «стихиями»: жизнь и смерть, добро и зло, свет и тьма, и т. п.

## Описание
Со стихиями связывались различные мифические существа каждой из национальных мифологий. Например, Парацельс писал, что латинские нимфы аналогичны ундинам из германской мифологии, а русские оккультисты называли их русалками. Оккультист Поль Седир писал о духах стихий: «всякое существо, согласно Каббале, каждая травка, каждый камень имеет своего духа», перечисляя в том числе троллей, наяд и др. Элементалям приписывалось производство взрывов газа в шахтах, обвалов, ураганов, циклонов и т. д. Также представлялось, что они входят в состав человеческого тела, представляя душу разных органов, и микроорганизмов.
Некоторые оккультисты считали, что элементали состоят исключительно из элементов одной своей стихии, но есть также существа, состоящие из элементов двух стихий.

## Элементали стихий
- Гномы — элементали земли[2] (см. также статью о мифологических гномах). Слово «гном» (вероятно, от лат. gēnomos — подземный житель, или от др.-греч. Γνώση — знание) изобрёл алхимик Парацельс[5] в XVI веке[9][10][11]. Парацельс описывает гномов как существ ростом в две пяди (около 40 см), крайне неохотно вступающих в контакты с людьми и способных двигаться сквозь земную твердь с такой же лёгкостью, как люди перемещаются в пространстве. Виллара[7] описывал гномов как друзей человека, готовых с радостью помочь ему и подарить сокровища; он также писал, что гномы смертны, бывают обоих полов, мечтают обвенчаться с людьми. Также они живут в глубинах земли, соседствуя с демонами, и поскольку сам дьявол, по христианскому учению, был повержен и скован, то договоры дьявола с людьми на самом деле заключает не он, а гномы, подосланные им под страхом[7]. По народным поверьям, гномы хранят подземные сокровища, подобно грифонам эллинских и восточных поверий, и германским драконам[11]. В трагедии «Фауст» Гёте назвал элеметаля земли гнома «кобольдом», что было переведено на русский язык как «домовой» и «инкуб»[12]. Тем не менее средневековые оккультисты отличали «коварных кобольдов» от гномов[13].
- Саламандра — элементаль огня[2][14][15][16]. Считалось, что таким элементалем является ящерица саламандра, а если бросить её в огонь — он потухнет[15][17], что отмечалось ещё Аристотелем и Плинием[14]. Также они могут выглядеть как миниатюрные драконы или даже собаки. По другим представлениям, саламандры выглядят как люди[7], как например, в сказке Павла Бажова «Огневушка-поскакушка». Были представления, что саламандры чисты помыслами и подобны ангелам света[6]. В ближневосточной мифологии им соответствуют ифриты.
- Сильфы (сильваны[18], «воздушные эльфы или феи»[6], см. также пикси и психея) — элементали воздуха[2][18][19]. Женских особей называют «сильфидами»[20]. Сильфы, как и прочие духи природы, по большей части относятся доброжелательно к человеку и вредят ему, лишь когда он их раздражает[2]. Они обворожительно танцуют, прекрасны, дарят поцелуи, однако своенравны и могут быть вероломны[6]. Оккультист Поль Седир писал, что по эллинским преданиям, «в каждом лесу живёт свой гений (леший), а в каждом дереве нимфа (сильван)»[21].
- Ундины — элементали стихии Воды[2][3], в русской литературе их называют «русалками»[6][22]. Обычно изображаются как девушки, иногда с рыбьими хвостами.

## Пятый элемент и связываемые с ним сущности
Четыре стихии с древности связывались с астрологией, их вариация с пятым элементом — эфиром, связывалась с тонкими телами человека (разум — манас в индуизме, чувства, плоть и материя, и т. п.), то есть с микрокосмом и макрокосмом (вселенной). Античные и средневековые натурфилософы считали, что при смерти тело разлагается на четыре стихийных первоэлемента, а пятый элемент — дух — продолжает некоторое время жить. Души умерших в оккультизме называются «элементёры», они ближайшие соседи «элементалей». Понятие пяти элементов связывается эзотериками с индийской философией санкхья и индо-китайским понятием прана, ци — то есть «дыхание, жизнь». Подобная идея была проиллюстрирована в популярном фантастическом кинофильме «Пятый элемент», где пятым элементом была девушка и её любовь.
Таким образом, к четырём стихиям добавляются дихотомия «Жизнь и Смерть». Её обитатель-элементаль — это душа человека, при этом душа умершего называется «элементёр».
- К подстихии «Смерть» в фэнтези причисляют нежить (оживших мертвецов), в эзотерике — элементёров[6][26], к ней также причисляются «некроманты» — персонажи, призывающие мёртвых. Подобная магическая система присутствует в играх Might and Magic[27], Diablo, Lineage 2, и многих других.
- И напротив, персонаж, развивающийся по подстихии «Жизнь» овладевает умениями лечения, призывом элементалей-лекарей, и, в некоторых играх, воскрешением погибших союзников.

Существуют другие дихотомии, развившиеся и систематизированные в современном фэнтези и эзотерике: свет и тьма, добро и зло (с соответствующим отделением ангелов и фей от нечистой силы), и т. п.
Особенно такая систематика развита в различных ролевых и коллекционных карточных играх, также прослеживается в стихиях (мастях) карт Таро и в произошедших от них игральных картах. В них классы существ разных мифологий и современного фэнтези причисляются к соответствующим стихиям или биомам.

## В культуре
Вслед за Парацельсом элементали начинают появляться в литературе. В XVII веке в работах Драйдена и Виллара. В 1712 году Поуп писал об элементалях в своей поэме «Похищение локона». Популярной была повесть Фуке «Ундина» 1811 года. В начале XIX века элементалей упоминал Гёте в трагедии «Фауст». В начале XX века о них писал Бальмонт в стихотворении «Саламандра».
В 1970-х годах в США выпускалось несколько комиксов с супергероями-элементалями. В те же годы элементали появляются в ролевой игре Dungeons & Dragons. Затем эта концепция развилась во множестве произведений фэнтези, и в настольных, коллекционных карточных и компьютерных играх этого же жанра.
В 1997 году вышел популярный фильм «Пятый элемент», главные роли в котором играли Брюс Уиллис и Милла Йовович. По его сюжету, четыре элемента — физические, а пятым элементом является любовь.